# Édouard de Verneuil
Pour les articles homonymes, voir Verneuil.
Philippe Édouard Poulletier de Verneuil, né  à Paris le 13 février 1805 et mort à Paris le 29 mai 1873, est un paléontologue français.

## Biographie
Il fait des études de droit, mais son indépendance financière lui permet d'explorer d'autres voies. Après avoir suivi les cours de géologie de Jean-Baptiste Élie de Beaumont (1798-1874), il décide de se consacrer aux études scientifiques. Il voyage pendant plusieurs années en Europe en s'attardant sur la géologie de la Crimée, sur laquelle il publie un essai en 1837. Puis il étudie les fossiles et les couches du Dévonien du Bas-Boulonnais dans le Pas-de-Calais. En 1839, il accompagne Adam Sedgwick (1785-1873) et Sir Roderick Murchison (1792-1871) pour une étude des couches du paléozoïque ancien des provinces Rhénanes et de la Belgique, dont les résultats sont présentés à la Geological Society of London avec la participation du Vicomte d'Archiac (1802-1868).
Lorsque Murchison entreprend d'étudier la géologie de l'Empire russe, il demande à Verneuil de l'accompagner. Ses recherches sont incorporées dans le second volume de The Geology of Russia in Europe and the Ural Mountains (La Géologie de la Russie européenne et des montagnes de l'Oural), parue en 1845. Puis il visite les États-Unis afin d'étudier l'histoire du Paléozoïque de ce pays. Les résultats sont publiés en 1847 dans le bulletin de la Société géologique de France. De retour en Europe, il fait en Espagne de nombreuses expéditions dont il tire la Carte géologique de l'Espagne et du Portugal, élaborée en association avec Édouard Collomb (1801-1875) et parue en 1864.

## Hommages
En 1853, il reçoit la médaille Wollaston. Il est élu membre libre de l'Académie des sciences en 1854 et de la Royal Society en 1860. Il est également président de la Société géologique de France en 1840, 1853 et 1867.
Il fait partie le 4 avril 1856 des nombreuses personnalités invitées par Augustin Louis Cauchy et Charles Lenormant à la 1re réunion qui a jeté les bases de la fondation de L'Œuvre des Écoles d'Orient, plus connue actuellement sous le nom de L’Œuvre d’Orient. Il fut même membre de son 1er Conseil général du 25 avril de la même année.

## Publications
- The Geology of Russia in Europe and the Ural Mountains (La Géologie de la Russie européenne et des montagnes de l'Oural), parue en 1845.
- dans le bulletin de la Société géologique de France en 1847, l'histoire du Paléozoïque aux États-Unis.
- la Carte géologique de l'Espagne et du Portugal, élaborée en association avec Édouard Collomb (1801-1875) et parue en 1864.